# MC Stojan
MC Stojan (in serbo Ем-Си Стојан?), pseudonimo di Marko Stojković (in serbo Марко Стојковић?; Lučani, 15 febbraio 1983), è un rapper e cantante serbo.

## Biografia
MC Stojan ha esordito nell'industria discografica con l'album in studio Bahata, presentato nella prima metà del 2017. Tre anni più tardi viene pubblicato Tuturutu, un duetto con le Hurricane nonché il primo ingresso del rapper nella Ö3 Austria Top 40.
Život si moj (2022), in collaborazione con Breskvica, è stata la sua prima entrata a raggiungere il podio della Croatia Songs.

## Discografia

### Album in studio
- 2017 – Bahata

### Raccolte
- 2015 – Najveći hitovi mix

### Singoli
- 2009 – Požuri (con Ksenija Pajčin)
- 2014 – Haljina bez ledja (feat. Sandra Afrika)
- 2015 – Samo me ljubi (feat. Mia Borisavljević)
- 2015 – Fight of My Life (feat. Carlos Vizcarra)
- 2015 – Šta bi (feat. Aleksandra Prijović)
- 2016 – Navučen na tebe
- 2016 – Ti si meni sve
- 2016 – Do zadnje pare (feat. Đani)
- 2016 – Opasna
- 2016 – Mama
- 2016 – Bahata (con Djans)
- 2017 – Ostani budna
- 2017 – Aman (con Trik FX)
- 2017 – Pikaso
- 2017 – Bogata (con Kurtoazija)
- 2017 – Vodka i Martini (feat. Kurtoazija)
- 2017 – Njami njami (feat. Kurtoazija)
- 2017 – Fejk (feat. Kurtoazija)
- 2017 – Mein Schatz (feat. Darko Lazić)
- 2017 – Čekaj, čekaj (feat. Aleksandra Mladenović)
- 2017 – Pevačica (con Jana e Đani)
- 2018 – Ti odlaziš ja ostajem (feat. Dinna)
- 2018 – Jednom majka rađa (feat. Jovan Perišić)
- 2018 – Lete pare
- 2018 – La Miami
- 2018 – Alo
- 2019 – Udahni duboko
- 2019 – 100%
- 2019 – Salji broj
- 2019 – Sve zene vole
- 2019 – Mogu ja to
- 2020 – Ole ole
- 2020 – Daljina (feat. Napo)
- 2020 – Tuturutu (feat. Hurricane)
- 2021 – Voli me, voli me (con Teodora)
- 2021 – Candy (con Teodora)
- 2021 – Gili gili
- 2021 – Vegan (con Wajwai)
- 2022 – Život si moj (con Breskvica)
- 2022 – Blef (con Teodora ed Edita)
- 2022 – Otkaz (con Anastasija)
- 2022 – Tajkun (con Jana e Đani)
- 2022 – Disco
- 2022 – Brutalno (con Ivana Nikolić)
- 2023 – Moja mala (con Pajak)
- 2023 – A ti a ti (con Tijana eM)
- 2023 – Šta ćes s njim (con Glavash)
- 2023 – So na rane (con Glavash)
- 2024 – Uska haljina
- 2024 – Namerno (con Zorana Mićanović)